# Ктенопома Пеллегріна
Ктенопома Пеллегріна (Ctenopoma pellegrini) — тропічний прісноводний вид лабіринтових риб з родини анабасових (Anabantidae).
Отримала назву на честь Жака Пеллегріна з Паризького музею природознавства, який багато опікувався рибами з басейну річки Конго.
Ctenopoma pellegrini дуже схожа з Ctenopoma nigropannosum.

## Опис
Максимальна загальна довжина 11,2 см. Як і C. multispine або C. nigropannosum, ктенопома Пеллегріна за формою нагадує рибу-повзуна. Тіло видовжене, його висота становить 28,6—30,0 % загальної довжини, голова трохи коротша за висоту тіла. Морда округла, верхня щелепа сягає вертикалі опущеної із середини ока. Зяброві кришки мають глибокий виріз, по кутам якого розташовані міцні шипи.
Спинний плавець має 18—20 твердих і 10—13 м'яких променів; тверді промені міцні, починаючи із шостого мають однакову довжину, що дорівнює четвертій частині довжини голови; найдовші м'які промені вдвічі довші. В анальному плавці 7—9 твердих і 10 м'яких променів; як тверді, так і м'які промені трохи коротші, ніж у спинному плавці. Хвостовий плавець округлий, відстань, що відокремлює його від спинного та анального, перевищує діаметр ока. Грудні плавці округлі, їхня довжина становить майже ¾ довжини голови. Черевні плавці далеко не досягають анального.
Луски шорсткі, мають війчастий край, 33—34 луски в поздовжньому ряді, 16—18 лусок із порами у верхній бічній лінії, 14—15 таких лусок у нижній бічній лінії.
Забарвлення оливкове, зверху дуже темне, на задній частині тіла невиразні чорнуваті вертикальні смуги. Ктенопома Пеллегріна часто має видовжену темну горизонтальну смугу на хвостовому стеблі, що утворена злиттям декількох вертикальних смуг.
Стать у цієї риби розрізнити важко, навіть в абсолютно зрілих риб. Самок вирізняє лише велике черево, але ця ознака не завжди помітна. Під час суперництва в самців сильно розширюються горлові мішки; це нагадує самців багатьох видів бійцівської рибки, коли вони інкубують ікру в роті.
Ctenopoma nigropannosum і C. pellegrini близькі за багатьма ознаками, за меристичними показниками їх важко розділити. Форма Ctenopoma pellegrini, як правило, більш циліндрична, й цей вид має пропорційно довше тіло. Рило в C. pellegrini округле й трохи витягнуте, тоді як у C. nigropannosum воно гостре. Горизонтальна смуга на хвостовому стеблі в C. pellegrini виразніша.

## Поширення
Поширена в центральній частині басейну річки Конго, в межах Демократичної Республіки Конго.